# كين داوريو
كين داوريو (بالإنجليزية: Ken Daurio)‏ مخرج وكاتب وممثل أمريكي نشأ في ولاية نيو جيرسي ثم انتقل مع عائلته إلى ولاية كاليفورنيا عندما كان في الثامنة من عمره، وعندما بلغ التاسعة من عمره حصل على كاميرا هدية ساعدته كثيرا في بدء صناعة الأفلام القصيرة، وقد كانت أول أفلامه (أخدع الصبي) عام 2001 الذي كتب قصته ولعب فيه دور (تود)، في حين كان فيلم (هورتون يسمع من!) عام 2008 هو أول أفلام الأنيميشن له، ويعد فيلم (لوراكس) عام 2012 من أبرز أعماله.

## روابط خارجية
- كين داوريو على موقع IMDb (الإنجليزية)
- كين داوريو على موقع ألو سيني (الفرنسية)
- كين داوريو على موقع أول موفي (الإنجليزية)
- كين داوريو على موقع قاعدة بيانات الأفلام السويدية (السويدية)
- كين داوريو على موقع قاعدة بيانات الفيلم (الإنجليزية)
- كين داوريو على موقع كينوبويسك (الروسية)